# قط قصير الشعر ذو الأطراف الملونة

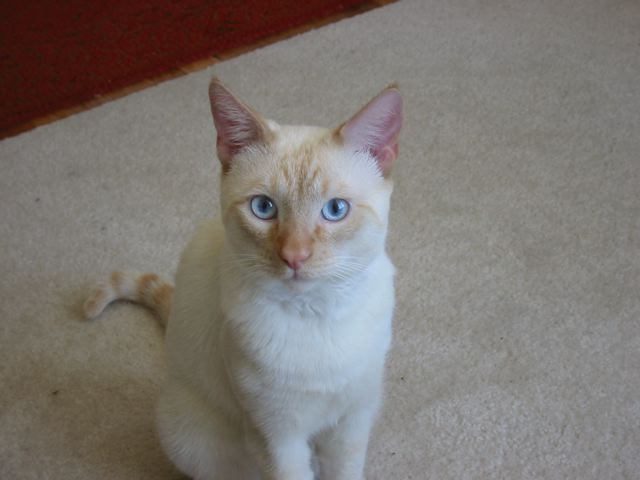

قط قصير الشعر ذو الأطراف الملونة (بالإنجليزية: Colourpoint Shorthair)‏ يعتبر هذا القط هو القريب المتألق للقط السيامي. وأفراد هذه السلالة تتباهى بأناقتها، التي تتمثل في أطرافها الملونة. وهي قطط رشيقة، متوسط الحجم، نحيلة الجسم، والذكر أكبر حجماً من الأنثى. ويوجد من هذه السلالة ستة عشر لوناً مختلفاً، أساسها الأبيض الناصع، والقشدي، والعاجي، والأزرق، والرمادي. أمّا الأطراف، أي الوجه والأذنان والأرجل والذيل، فغالباً ما تكون مخططة بلون المشمش أو اللون الأحمر أو لون القشدة أو البني الداكن. ولون العينين أزرق داكن في جميع الأحوال.
نشأت هذه السلالة في الربع الأول من هذا القرن عندما هجّن بعض المربين القطط التي تتميز بوجهها أو أرجلها أو أذنيها أو ذيلها الأحمر أو البني الفاتح، مع القطط السيامي عن طريق تهجين الأبناء بالآباء، أو الأحفاد بالأجداد، فيما يعرف في علم الإنتاج الحيواني والوراثة باسم الإستنسال السلالي Line Breeding. وقد تمكن المتخصصون بعد ذلك من إنتاج قطط ذات أطراف مخططة، مستخدمين في برامج الإنتاج قططاً تحتوي خلاياها على جينة اللون المخطط التي ورثتها عن أجدادها القطط الأليفة قصيرة الشعر أو القطط الفارسية. وقد تم الاعتراف بهذه السلالة، كسلالة تختلف عن القط السيامي، في عام 1964. وهذا القط حساس جداً ولديه شعور كبير بالانتماء.